# كامزا
كامزا (بالألبانية:Kamëz) هي مدينة في الشمال الغربي من مقاطعة تيرانا, ألبانيا. مجموع السكان 104,190 (2011 التعداد) في مساحة 37.18 كم2.

## التقسيمات
- Babrru
- Bathorë
- Bulçesh
- Fushë e Kërçikëve
- Frutikulturë
- Kodër e Kuqe
- Kodër-Babrru
- Laknas
- Paskuqan
- Paskuqan-Fushë
- Paskuqan-Kodër
- Shpat
- Valias
- Zall-Mner

## الرياضة
فريق كرة القدم الرئيسي , نادي كامزا يلعب في دوري السوبر الألباني في ملعب كامزا. وهو موقع جامعة تيرانا الزراعية . نادي كامزا لكرة السلة هم أبطال الدوري المحلي 6 مرات والكأس 6 مرات أيضا، ويلعبون مبارياتهم في قاعة باثور الرياضية
.

## توأمة
لكامزا اتفاقيات توأمة مع:
- كمال باشا [الإنجليزية]‏